# Furacão Blas (2022)
O furacão Blas foi um furacão de categoria 1 que trouxe ventos e inundações a vários estados mexicanos em junho de 2022. A segunda tempestade nomeada e o segundo furacão da temporada de furacões no Pacífico de 2022, Blas se desenvolveu a partir de uma área de baixa pressão na costa sudoeste do México. Tornou-se uma depressão tropical em 14 de junho e se tornou uma tempestade tropical no mesmo dia. Blas tornou-se um furacão no dia seguinte, paralelamente à costa. O sistema atingiu seu pico de intensidade no dia 17 de junho, às 15:00 UTC, com ventos máximos sustentados de 80 kn (150 km/h) e uma pressão central de 976 mbar (28.8 inHg). Mais tarde, Blas virou para o oeste e enfraqueceu, tornando-se uma depressão tropical em 20 de junho, antes da transição para um ciclone pós-tropical no mesmo dia.
Os danos do furacão foram menores, pois permaneceram no mar. Ao todo, Blas foi responsável pela morte de quatro pessoas no México.

## História meteorológica
Em 7 de junho, o National Hurricane Center (NHC) começou a rastrear uma perturbação com potencial para potencial desenvolvimento tropical ao sul do Golfo de Tehuantepec. No final de 10 de junho, uma ampla área de baixa pressão se formou na costa sudoeste do México, produzindo chuvas e trovoadas desorganizadas em um ambiente propício para o desenvolvimento gradual. Às 09:00 UTC em 14 de junho, a baixa tornou-se uma depressão tropical enquanto estava situada a cerca de 395 mi (635 km) ao sul-sudeste de Manzanillo, Colima. Seis horas depois, a depressão se transformou em uma tempestade tropical e recebeu o nome de Blas. A organização convectiva da tempestade continuou a melhorar ao longo do dia de acordo com as imagens de satélite, mantendo uma estrutura bem definida e desenvolvendo características de bandas convectivas proeminentes, à medida que um denso nublado central circular se incorporou ao sistema. Em 15 de junho, Blas começou a se intensificar rapidamente à medida que desenvolveu um núcleo interno e às 15:00 UTC naquele dia, tornou-se um furacão de categoria 1 na escala Saffir-Simpson. Blas então desenvolveu um olho de nível médio nas porções ocidentais do ciclone, então manteve sua intensidade devido a topos de nuvens muito frios perto do centro e um forte fluxo de saída de nível superior em três dos quadrantes da tempestade.
Blas se fortaleceu ligeiramente em 17 de junho, com seus ventos máximos sustentados aumentando para quase 140 km/h (90 mph) e uma pressão barométrica central mínima de 976 mbar (28,82 inHg). Logo depois, o ciclone começou a enfraquecer à medida que se movia para o oeste. Às 03:00 UTC de 18 de junho, Blas enfraqueceu para uma tempestade tropical devido ao centro de nível médio ser desviado para o lado sudoeste da tempestade, combinado com temperaturas mais frias da superfície do mar à medida que se movia para noroeste, sem convecção profunda perto centro da superfície. A tempestade continuou a enfraquecer naquele dia, com imagens de satélite mostrando um centro de baixo nível parcialmente exposto com convecção confinada ao quadrante sudeste de sua circulação.
Apesar do cisalhamento persistente do vento e do trânsito sobre águas frias com temperaturas abaixo de 26 C, Blas manteve convecção limitada na metade leste em 19 de junho. Às 21:00 UTC naquele dia, apenas algumas bandas convectivas quebradas permanecem ao norte e nordeste do centro da tempestade, e às 03:00 UTC em 20 de junho, imagens de satélite indicaram que havia perdido quase toda a sua convecção profunda organizada. Com pouca ou nenhuma convecção remanescente em associação com Blas, além de não serem mais ventos com força de tempestade tropical em circulação, o NHC rebaixou a tempestade para uma depressão tropical seis horas depois. Às 15:00 UTC do mesmo dia, Blas fez a transição para um ciclone pós-tropical de cerca de 560 km (350 mi) a sudoeste da ponta sul da península de Baja California. A baixa remanescente dissipou-se posteriormente sobre o norte do Pacífico em 24 de junho.

## Preparativos e impacto

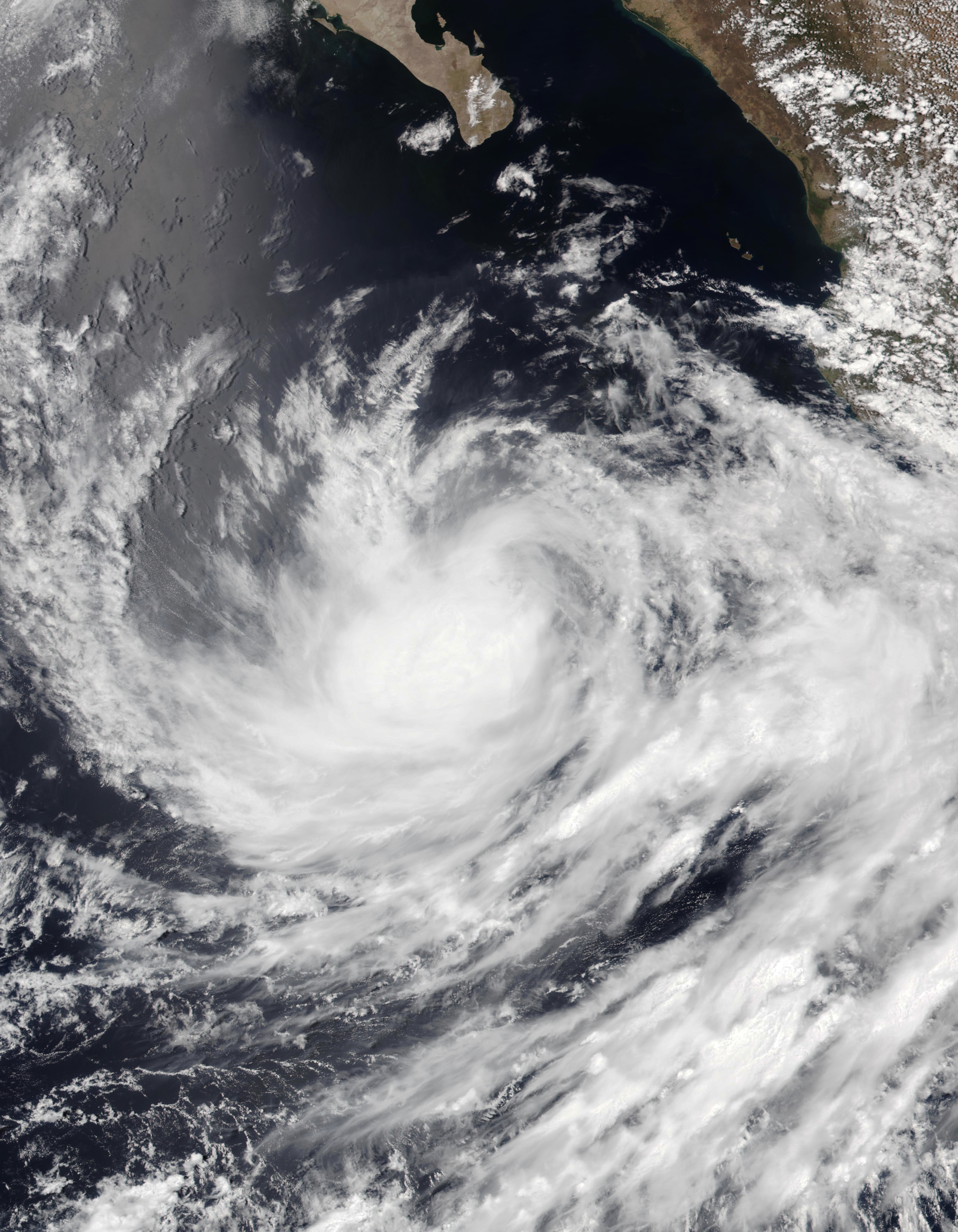
Furacão Blas começa a enfraquecer em 17 de junho

Em 16 de junho, as autoridades estaduais de Oaxaca colocaram 60 municípios, todos ainda se recuperando dos impactos do furacão Agatha, em alerta com a aproximação de Blas. Os portos também foram fechados. No estado de Guerrero, as escolas foram fechadas em 21 municípios, incluindo: Costa Chica, Costa Grande e Acapulco; as aulas também foram suspensas em Michoacán. Blas foi responsável por quatro mortes. Dois corpos foram encontrados em uma praia em Acapulco com a causa da morte desconhecida, mas presumivelmente relacionada à tempestade. Uma residente de Acapulco sofreu ferimentos depois que uma parede desabou em sua casa. No estado de Puebla, duas pessoas morreram em um deslizamento de terra em Eloxochitlán.
Blas causou apenas danos menores em Guerrero, de acordo com as autoridades locais. Em Acapulco, os ventos e as chuvas de Blas causaram uma erosão na praia de mais de 300 metros (980 pé) de comprimento da praia de El Morro. Em Tecpán de Galeana, vários acres (hectares) de plantações de banana foram destruídos por fortes ventos. Dois córregos transbordaram em Acapulco, inundando oito bairros. Inundações também foram relatadas em Manzanillo e Villa de Álvarez em Colima. Quedas de energia foram relatadas em Zihuatanejo e em Atoyac.
Autoridades em Nayarit disseram que pelo menos 100 pessoas foram deslocadas pelas enchentes naquele estado após o furacão. O governador Miguel Ángel Navarro Quintero prometeu que serão tomadas medidas para reconstruir as casas destruídas pela tempestade. Logo após a morte de Blas, a Guarda Nacional foi acionada para ajudar na limpeza e remoção de escombros em Michoacán e Guerrero.